# 若林幹夫
若林 幹夫（わかばやし みきお、1962年 - ）は、日本の社会学者。早稲田大学教育・総合科学学術院教授。専門は社会学・都市論・メディア論。博士（社会学）（東京大学・論文博士・1993年）。

## 来歴
東京都生まれ。筑波大学附属駒場高等学校卒、1986年東京大学教養学部教養学科・相関社会科学分科卒業、1990年東京大学大学院社会学研究科社会学専攻博士課程中退。1993年「熱い都市冷たい都市」で博士（社会学）の学位を取得。
1986年東京工業大学助手、1992年筑波大学社会科学系講師、1999年助教授、2004年教授、2005年早稲田大学教育・総合科学学術院教授。2016年早稲田大学大学院教育学研究科長、2018年早稲田大学教育・総合科学学術院長ならびに同学部長（2022年まで）。
空間や時間が社会環境に与える影響の研究から、現代社会の構図を読み解く。著書に『熱い都市 冷たい都市』（1992年）、『〈時と場〉の変容』（2010年）、『未来の社会学』（2014年）などがある。

## 著書

### 単著
- 『熱い都市冷たい都市』弘文堂 1992
- 『地図の想像力』講談社 1995／増補版 河出書房新社 [河出文庫] 2009
- 『都市のアレゴリー』INAX出版 1999
- 『都市の比較社会学――都市はなぜ都市であるのか』岩波書店 2000
- 『漱石のリアル――測量としての文学』紀伊國屋書店 2002
- 『未来都市は今――“都市”という実験』広済堂出版 2003
- 『都市への／からの視線』青弓社 2003
- 『郊外の社会学―─現代を生きる形』筑摩書房 [ちくま新書] 2007
- 『社会学入門一歩前』NTT出版 2007
- 『<時と場>の変容――「サイバー都市」は存在するか?』NTT出版 2010
- 『社会〈学〉を読む』弘文堂 [現代社会学ライブラリー] 2012
- 『都市論を学ぶための12冊』弘文堂 2014
- 『未来の社会学』河出書房新社 [河出ブックス] 2014
- 『ノスタルジアとユートピア』岩波書店 2022
- 『社会学入門一歩前』河出書房新社 2023

### 共著
- 吉見俊哉・水越伸『メディアとしての電話』弘文堂 1992
- 三浦展・山田昌弘・小田光雄・内田隆三『「郊外」と現代社会』青弓社 2000
- 松原隆一郎・荒山正彦・佐藤健二・安彦一恵『「景観」を再考する』青弓社 2004

### 共編著
- 吉見俊哉『東京スタディーズ』紀伊國屋書店 2005
- 編著『モール化する都市と社会 巨大商業施設論』NTT出版 2013
- 佐藤俊樹・立岩真也『社会が現れるとき』東京大学出版会 2018

## 参考
- J-GLOBAL